# Lodalskåpa
Die Lodalskåpa (auch "Königin des Westens") liegt in Mittel-Norwegen und ist die höchste Erhebung des Jostedalsbreen, des größten Gletschers in Festlandeuropa. Der schneefreie Gipfel ragt aus dem Gletscher des Jostedalsbreen heraus.
Der leichteste Anstieg ist eine vergletscherte Bergtour von der Bødalsseter oberhalb von Bødal aus. In Stryn können geführte Besteigungen der Lodalskåpa organisiert werden.

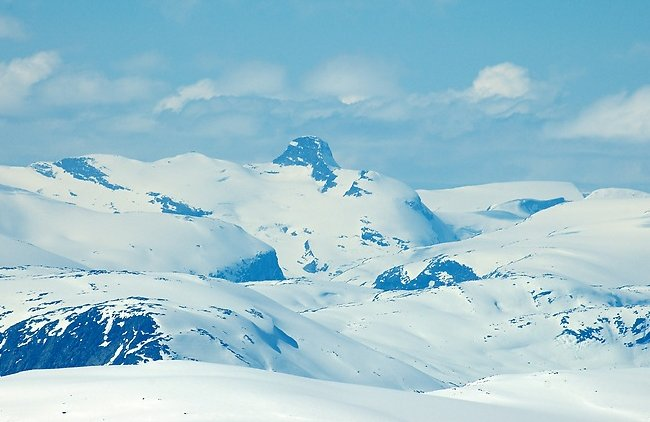
Lodalskåpa von Fannaråki (Süden)